# Ferrovia Catania-Caltagirone-Gela
La Lentini Diramazione-Gela è una linea ferroviaria a binario unico che collega trasversalmente il versante jonico e il versante mediterraneo della Sicilia attraversando alcuni grossi centri urbani. Dall'8 maggio 2011 la linea è interrotta, nella tratta Caltagirone-Gela, al km 326+600 per il crollo di un viadotto.

## Storia
| Tratta               | Inaugurazione    |
| -------------------- | ---------------- |
| Catania-Lentini dir. | 1º luglio 1869   |
| Lentini dir.-Scordia | 20 novembre 1889 |
| Scordia-Caltagirone  | 31 ottobre 1892  |
| Caltagirone-Gela     | novembre 1979    |

### Premesse
La costruzione delle linee ferroviarie in Sicilia iniziò alcuni anni dopo la proclamazione dell'unità d'Italia in quanto si era già riscontrato che il trasporto su ferro promuoveva lo sviluppo del territorio; sia la Camera di Commercio di Catania che gli imprenditori e i grandi produttori agricoli premevano quindi sulle autorità preposte affinché si realizzasse una serie di linee ferroviarie di collegamento tra l'interno dell'Isola e il Porto di Catania.
Il 1º luglio del 1869 era stata inaugurata, con il completamento del lungo viadotto della Marina e della Galleria dell'Acquicella, la tratta da Catania Centrale a Catania Acquicella e da questa a Bicocca e fino alla Stazione di Lentini. Era stato aperto anche il collegamento ferroviario fino a Catania Marittima all'interno del Porto di Catania. Il 19 gennaio 1871 la linea era pronta anche da Lentini alla Stazione di Siracusa.

### Da Caltagirone a Catania
A partire dal 1872 gli imprenditori del ricco comprensorio agricolo del Calatino avanzarono la richiesta di costruzione di una strada ferrata che collegasse la città di Caltagirone con Catania innestandosi in prossimità del Lago di Lentini sulla ferrovia costiera jonica verso Catania già in esercizio dal 1869. L'esigenza del tronco ferroviario era connessa alla prospettiva di aprire di nuovi mercati ai prodotti agricoli ed alimentari del comprensorio calatino avvalendosi anche del commercio marittimo del Porto di Catania.
La Caltagirone-Valsavoja venne inserita tra le linee di 3 categoria da costruire, secondo le direttive della Legge 29 luglio 1879, n. 5002; questa prevedeva per tale categoria il contributo degli enti locali interessati per la costruzione. I Comuni interessati si costituirono quindi in consorzio allo scopo di presentare al Governo la richiesta di Concessione; a Caltagirone il 6 agosto 1877 venne elaborato e approvato un progetto che prevedeva uno stanziamento degli enti locali, per un totale di 2.000.000 di lire del tempo, così ripartito percentualmente: Provincia di Catania 15%, Comune di Catania 12%, Caltagirone 37%, Grammichele 7%, Vizzini 12%, Militello 9%, Scordia 5%, Licodia Eubea 3%.	
Il Governo approvò lo stanziamento dei fondi necessari nel mese di ottobre 1881 ma con il contributo di un decimo delle spese a carico del consorzio. Nel giugno 1888 si stipulava una convenzione ...fra S. E. il Ministro dei lavori pubblici, commendatore Giuseppe Saracco e S.E. il Ministro delle finanze e Ministro per interim del tesoro, commendatore Agostino Magliani, contraenti in nome dello Stato, ed il commendatore Adolfo Billia, direttore generale della Società italiana per le Strade ferrate della Sicilia, contraente in nome della Società medesima allo scopo di costruire una ferrovia passante per contrada Fildidonna, Militello, contrada Nocifero e Grammichele fino a Caltagirone. La concessione ottenuta dalla Società per le Strade Ferrate della Sicilia permise l'avvio dei lavori; il primo tratto da Valsavoia a Scordia venne aperto a fine novembre 1889, l'intera linea fu inaugurata il 31 ottobre 1892.

### Da Caltagirone a Gela

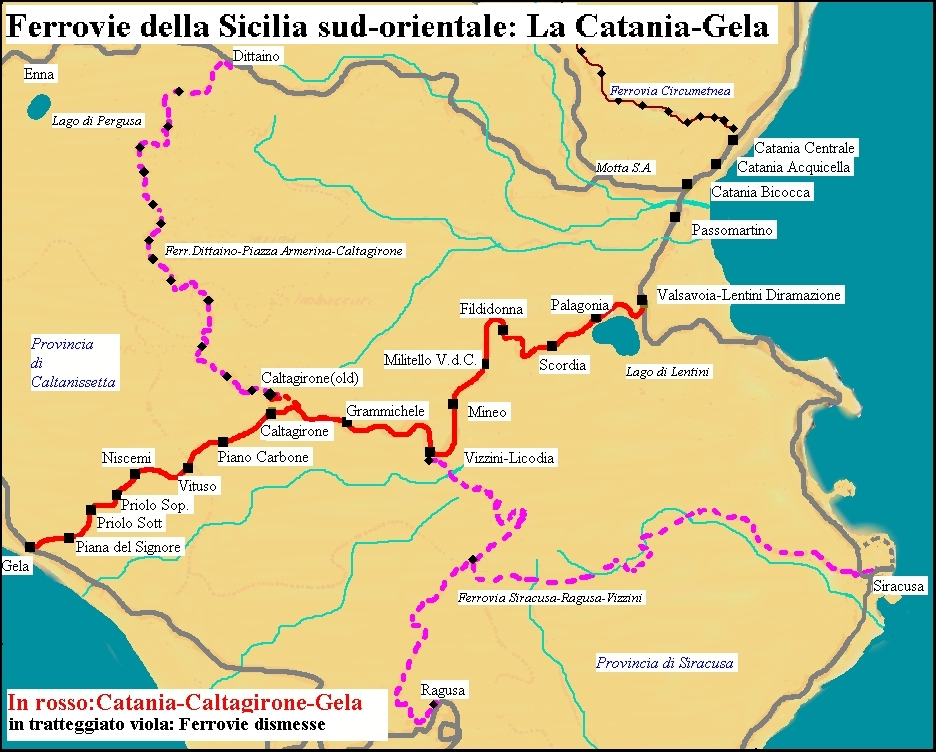
Rete ferroviaria della Sicilia sud-orientale

La tratta da Caltagirone a Gela (quest'ultima allora denominata Terranova), lunga 45,566 km, anche in relazione al minor numero di centri attraversati che minimizzava la possibilità di contributo, fu approvata solo nel 1911 e inserita tra le ferrovie di quarta categoria e quindi autorizzata solo a scartamento ridotto insieme ad altre ferrovie secondarie. Il collegamento avrebbe ridotto il percorso totale da Catania a circa 135 km, molto più breve degli itinerari via Canicattì di 231 km e via Siracusa e Ragusa di 268 km ma penalizzato dalla rottura di carico a Caltagirone. Lo scoppio della prima guerra mondiale tuttavia bloccò tutto. Nel 1921 veniva presentato un disegno di legge per la conversione a scartamento normale del progetto di costruzione. Il 24 novembre 1921 il Regio decreto n. 1696 ne disponeva lo stralcio dal piano di costruzioni a scartamento ridotto e il RD n. 1796, emanato nella stessa data, ne prescriveva la costruzione a scartamento ordinario e a carico dello Stato. Ma i lavori languirono e lo scoppio della seconda guerra mondiale li bloccò del tutto. Nei primi anni cinquanta venne approntato uno studio per riprendere i lavori aggiornando ancora una volta il progetto con le seguenti caratteristiche: curve con raggio minimo di 500 m, pendenza massima del 18 per mille e velocità di 95 km/h. I lavori iniziarono nell'aprile 1952 ma vennero portati avanti con lentezza estrema e l'apertura al traffico avvenne solo nel novembre 1979.
Il viaggio inaugurale fu effettuato da due locomotive D.345, la 345.1122 e la 345.1132 arrivate in sussidio temporaneo, che qualche tempo dopo vennero riportate alla loro sede iniziale, lasciando gli oneri del servizio sulla linea alle più vecchie D.343 del deposito locomotive di Catania.
Il collegamento attivato apriva un itinerario diretto fra i centri agricoli ed industriali di Gela, Licata, Vittoria, Modica, Ragusa, Niscemi e Caltagirone con le aree commerciali di consumo e in direzione di Messina e del continente. Il ritardo nella costruzione tuttavia ebbe già conseguenze sul futuro della linea; il trasporto merci della direttrice si era riversato sui TIR e sulle strade. A questo si aggiunse la crisi delle Ferrovie dello Stato i cui programmi di sviluppo e modernizzazione furono rimessi in discussione dai diversi orientamenti politici. La linea ebbe comunque già dall'inaugurazione un consistente movimento di viaggiatori pendolari, data la presenza del Polo petrolchimico di Gela e di merci tra cui preponderanti erano i prodotti raffinati del petrolio verso i mercati esteri e nazionali. Tuttavia la mancata elettrificazione, che obbligava a doppie e triple trazioni dei treni merci con le poco potenti locomotive 343 (con costi di personale esorbitanti) e l'utilizzazione, per i treni viaggiatori, di ALn 668.1500 e 1600 lente in salita e soggette a frequenti avarie (specie in estate) distolse lentamente dalla linea anche il traffico pendolari.

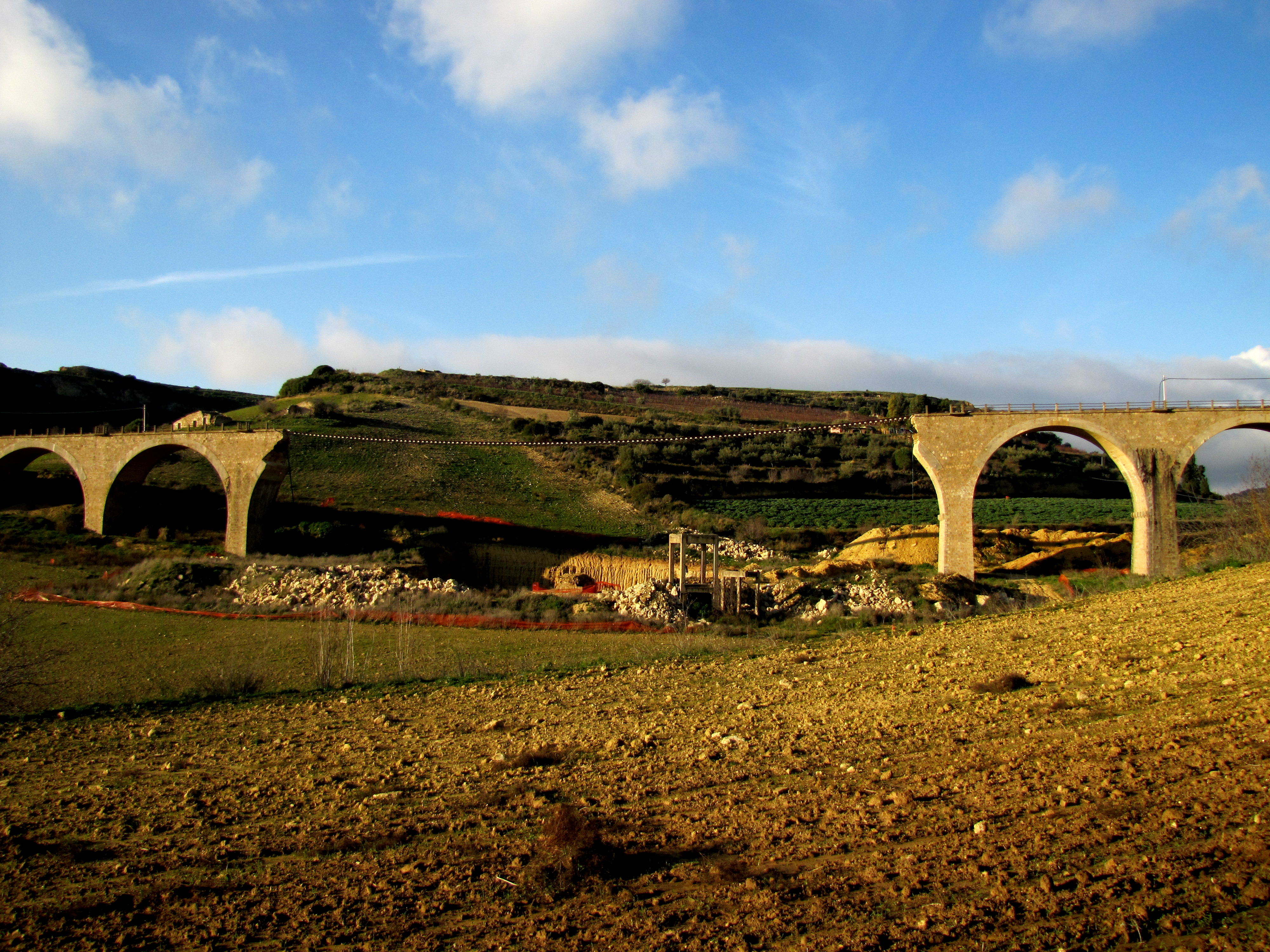
Vista del viadotto crollato nel tratto di ferrovia Niscemi-Caltagirone

L'8 maggio 2011 la linea fu interrotta nella tratta Caltagirone-Gela dal crollo al km 326+600 della nona e decima arcata e di un pilone del viadotto di Piano Carbone. Al momento del crollo non vi erano convogli in transito. I collegamenti tra i due centri sono da allora sostituiti da autoservizi di Trenitalia. Il crollo del viadotto ha comportato altresì la chiusura al transito della sottostante SP 39 Niscemi-Caltagirone. Il viadotto è stato successivamente demolito il 7 ottobre 2014.
Il servizio ferroviario sulla restante parte della linea, chiusa dal 2017 a causa di un incidente, fu riattivato il 18 febbraio 2019.

#### Progetto di riapertura della tratta Caltagirone-Gela
Un progetto per la ricostruzione del viadotto crollato e per la riapertura della tratta ferroviaria, comprendente anche l'ammodernamento degli altri 11 viadotti presenti e di altre opere minori, è stato presentato nell'agosto 2018. La ricostruzione del viadotto ferroviario fra Caltagirone e Niscemi, da completare a partire dal 2022, costituisce il primo lotto del complessivo ripristino della tratta fino a Gela. Il nuovo viadotto ad archi, progettato in modo da riprodurre la configurazione architettonica a 17 arcate esistente prima del crollo, si svilupperà per 413 metri. Il vecchio ponte era stato realizzato tra il 1957 e il 1959. Si prevede di riaprire la tratta Caltagirone-Gela entro il 2026.

## Caratteristiche
| Continuation backward |

| Unknown route-map component "utCONTgq" | Unknown route-map component "utSTRq" + Straight track | Unknown route-map component "utSTR+r" |  |

| Straight track | Unknown route-map component "utSTRe" |

| Station on track | Unknown route-map component "ueHST" |

| Unknown route-map component "BRK3" | Urban End station |

| Unknown route-map component "BRK3" |

| Unknown route-map component "BRK3" |

| Enter and exit short tunnel |

| Station on track |

| Stop on track |

| Station on track |

| 233+287 |
| 233+287 |

| Unknown route-map component "CONTgq" | Unknown route-map component "ABZgr" |  |  |

| Unknown route-map component "hKRZWae" |

| Unknown route-map component "eBHF" |

| Unknown route-map component "hKRZWae" |

| Enter and exit tunnel |

| Non-passenger station/depot on track |

| Unknown route-map component "ABZgl" | Unknown route-map component "CONTfq" |

| Non-passenger station/depot on track |

| Station on track |

| Unknown route-map component "eHST" |

| Non-passenger station/depot on track |

| Station on track |

| Non-passenger station/depot on track |

|  | Straight track | Unknown route-map component "exSTR+l" | Unknown route-map component "exCONTfq" |

| Station on track | Unknown route-map component "exKBHFe" |

| Station on track |

| Unknown route-map component "xKRWgl" | Unknown route-map component "KRW+r" |

| Unknown route-map component "exBHF" | Straight track |

| Unknown route-map component "exSTR" | Station on track |

| Unknown route-map component "exCONTgq" | Unknown route-map component "exSTRr" | Straight track |  |

|  | Non-passenger station/depot on track |

|  | Enter and exit tunnel |

|  | Unknown route-map component "exBRK3" |

|  | Unknown route-map component "eBHF" |

|  | Station on track |

|  | Enter and exit tunnel |

|  | Unknown route-map component "eBHF" |

|  | Non-passenger station/depot on track |

|  | Unknown route-map component "eBHF" |

|  |  | Unknown route-map component "ABZg+l" | Unknown route-map component "CONTfq" |

|  | Unknown route-map component "hKRZWae" |

|  | Station on track |

|  | Continuation forward |

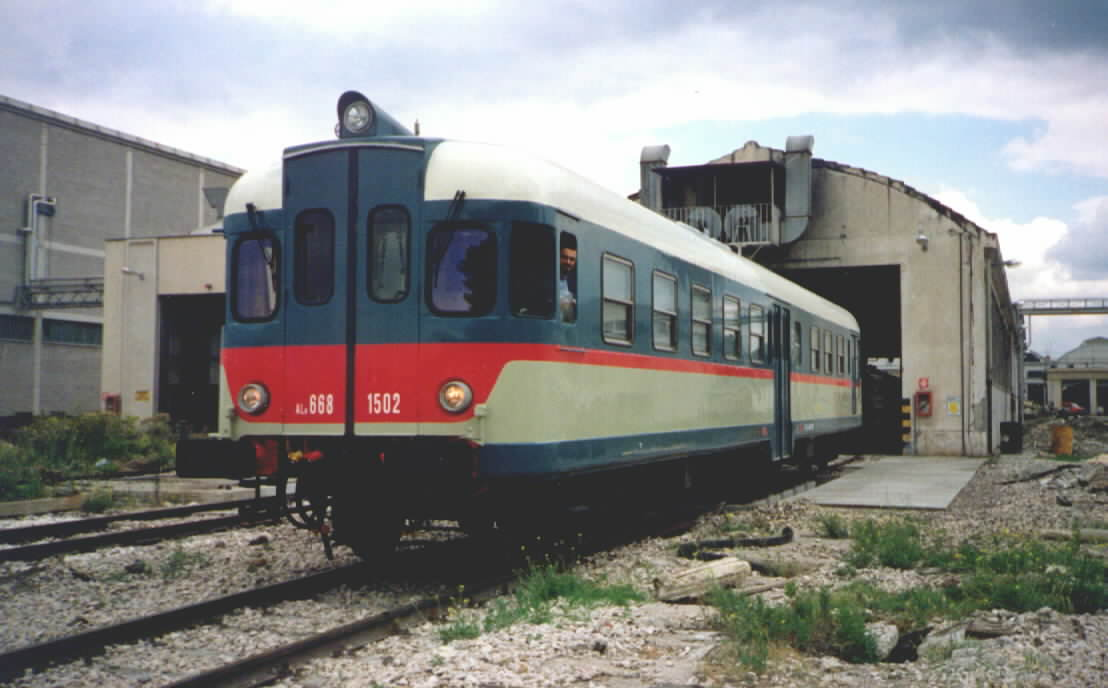
Una delle presenze abituali della linea: ALn 668.1502 del Deposito Locomotive di Catania

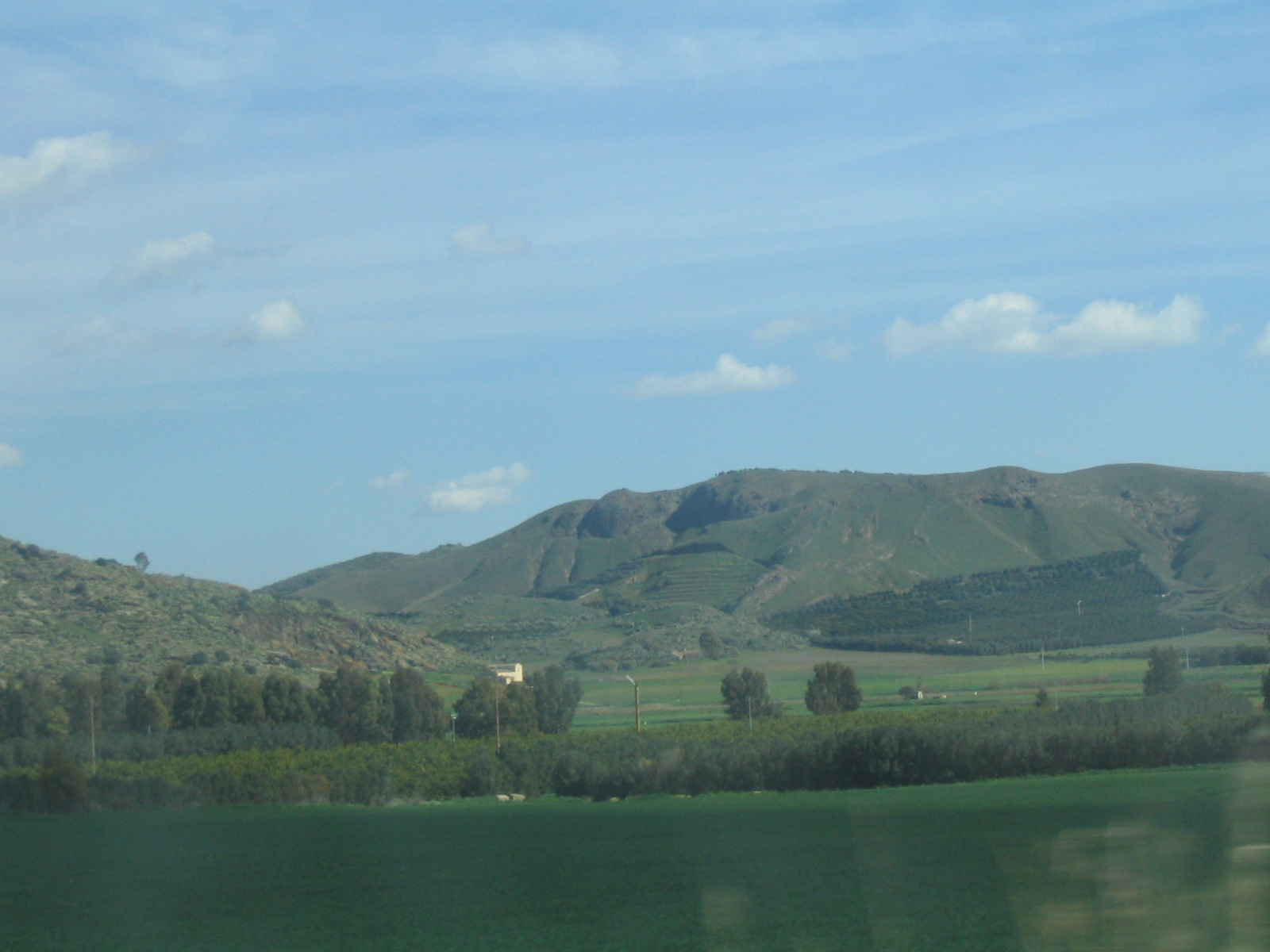
L'altipiano su cui si arrampica la linea ferrata

La ferrovia ha il primo tratto, dalla stazione di Catania Centrale alla stazione di Lentini Diramazione, il cui nome fino alla fine degli anni settanta era stazione di Valsavoia, comune alla ferrovia Messina-Siracusa ed è elettrificato a corrente continua a 3000 volt. Nella stazione di Valsavoia il primo binario è quello di origine della linea a semplice binario che si dirama piegando subito a destra e costeggiando il lago di Lentini con una serie di curve e un lungo rettilineo ad andamento in moderata ascesa fino alla rampa di ingresso della stazione di Scordia, importante centro agrumario della Provincia di Catania. In questo primo tratto la velocità massima è di 90 km/h per il rango "B". 
 Da Scordia la linea procede in ascesa quasi costante del 28 per mille, con tornanti e avvitamenti, attaccando la rampa che la porterà sull'altipiano fino a Militello in Val di Catania e all'isolata stazione di Mineo dove raggiunge il culmine ed inizia la ripida discesa verso la stazione di Vizzini-Licodia. Affiancata a questa c'era fino al 1954 la stazione di partenza della ferrovia Siracusa-Ragusa-Vizzini che permetteva di raggiungere il capoluogo ibleo e Pantalica. La ferrovia prosegue tra ripide discese e salite fino al 27 per mille fino a Grammichele da dove riparte in discesa per poi attaccare con un'altra ripida tratta del 30 per mille la salita fino alla stazione di Caltagirone tutta questa tratta permette una velocità massima di 70/75 km/h. Fino al 1979 la stazione si trovava, ad una quota più elevata, sul costone nord dell'altura su cui sorge la città e da essa si diramava la ferrovia Dittaino-Piazza Armerina-Caltagirone (a scartamento ridotto). 
In seguito all'apertura al traffico della tratta fino a Gela venne costruita una nuova e più grande stazione sul versante sud e a quota meno elevata. La seconda parte della linea è costruita con criteri più moderni, presenta curve più ampie che consentono la velocità massima di 100 km/h per il rango "B" con un'ascesa massima del 18 per mille in rettilineo e del 16 per mille in curva (nel senso di marcia da Gela verso Caltagirone). Subito dopo la stazione di Caltagirone i binari entrano ed escono dalle 26 gallerie percorrendo in esse ben 11,8 km e passando su numerosi viadotti e ponti di cui alcuni di dimensioni notevoli, complessivamente per 7,8 km, con alcuni di essi in curva. Le stazioni attraversate, eccetto la stazione di Niscemi, non servono alcun centro abitato e sono soltanto a scopo di servizio per incrocio o precedenza; ciononostante sono state costruite con sottopassaggi e pensiline. Essendo state sin dall'inizio impresenziate versano in totale stato di abbandono. La linea è quasi tutta in discesa fino a Piana del Signore e termina in rettilineo nella grande stazione di Gela confluendo nella linea costiera per Caltanissetta e Siracusa.

## Sistemi di esercizio

### Blocco Telegrafico
Le stazioni furono dotate sin dall'inizio dell'apparecchiatura del telegrafo che permetteva l'inoltro dei treni con la sicurezza della via libera tra stazione e stazione. In seguito vennero installati i circuiti e i telefoni tipo Western a cassetta di legno con generatore di corrente a manovella e instaurato il regime di circolazione con Blocco telefonico.

### Dirigente Unico
Attorno agli anni trenta allo scopo di ridurre le spese di esercizio le FS introdussero nelle linee complementari e secondarie della rete ferroviaria italiana il sistema di circolazione a Dirigenza unica eliminando i Capi stazione dalle stazioni intermedie e lasciandoli soltanto in quelle di diramazione e capotronco. Anche la tratta Valsavoia-Caltagirone venne trasformata a Dirigenza unica con sede a Caltagirone da dove veniva regolato il traffico ferroviario avvalendosi dei capitreno e dei macchinisti dei treni circolanti in linea. Nelle stazioni erano presenti degli agenti, detti assuntori, che provvedevano alle altre incombenze commerciali e logistiche. La dirigenza unica rimase in vigore fino al 1979.

### Dirigente Centrale Operativo
Con l'apertura della tratta fino a Gela, che venne attrezzata con blocco elettrico automatico con circuiti di binario a correnti fisse e reversibile e Dirigente Centrale Operativo, la tratta fino a Valsavoia, (ora Lentini Diramazione) venne abilitata temporaneamente a dirigenza locale con blocco telefonico in attesa di attivare anche su di essa il blocco automatico a correnti fisse reversibile e il Comando Centralizzato del Traffico. Questo venne attivato il 28 gennaio 1981; dopo un periodo di pre-esercizio tutte le stazioni, eccetto Scordia, Caltagirone e Gela, divennero impresenziate ed esercite in telecomando dal posto centrale del DCO con sede a Caltagirone.
Nell'ambito del piano di ristrutturazione funzionale ed economica dell'infrastruttura ferroviaria nazionale da parte di RFI anche la linea è stata interessata, dal mese di luglio al mese di dicembre del 2005 da cambiamenti della tecnologia di esercizio e comando mediante la sostituzione del più complesso sistema di blocco automatico a "correnti fisse" e circuiti di binario con il più semplice sistema di Blocco elettrico conta-assi (BCA) e infine, il 30 aprile 2006, dalla soppressione della sede DCO di Caltagirone spostando il completo sistema di telecomando alla dirigenza centrale operativa di Siracusa. Sono state inoltre dismesse le stazioni di Vituso, Priolo Soprano e Piana del Signore previa eliminazione dei binari di incrocio; il 18 ottobre 2005 è stata definitivamente soppressa Piana del Signore, il 19 marzo 2006 quella di Vituso. Successivamente, il 27 giugno 2010, la sede di telecomando DCO dell'intera linea è stata trasferita a Palermo.

## Infrastrutture

### Stazioni principali

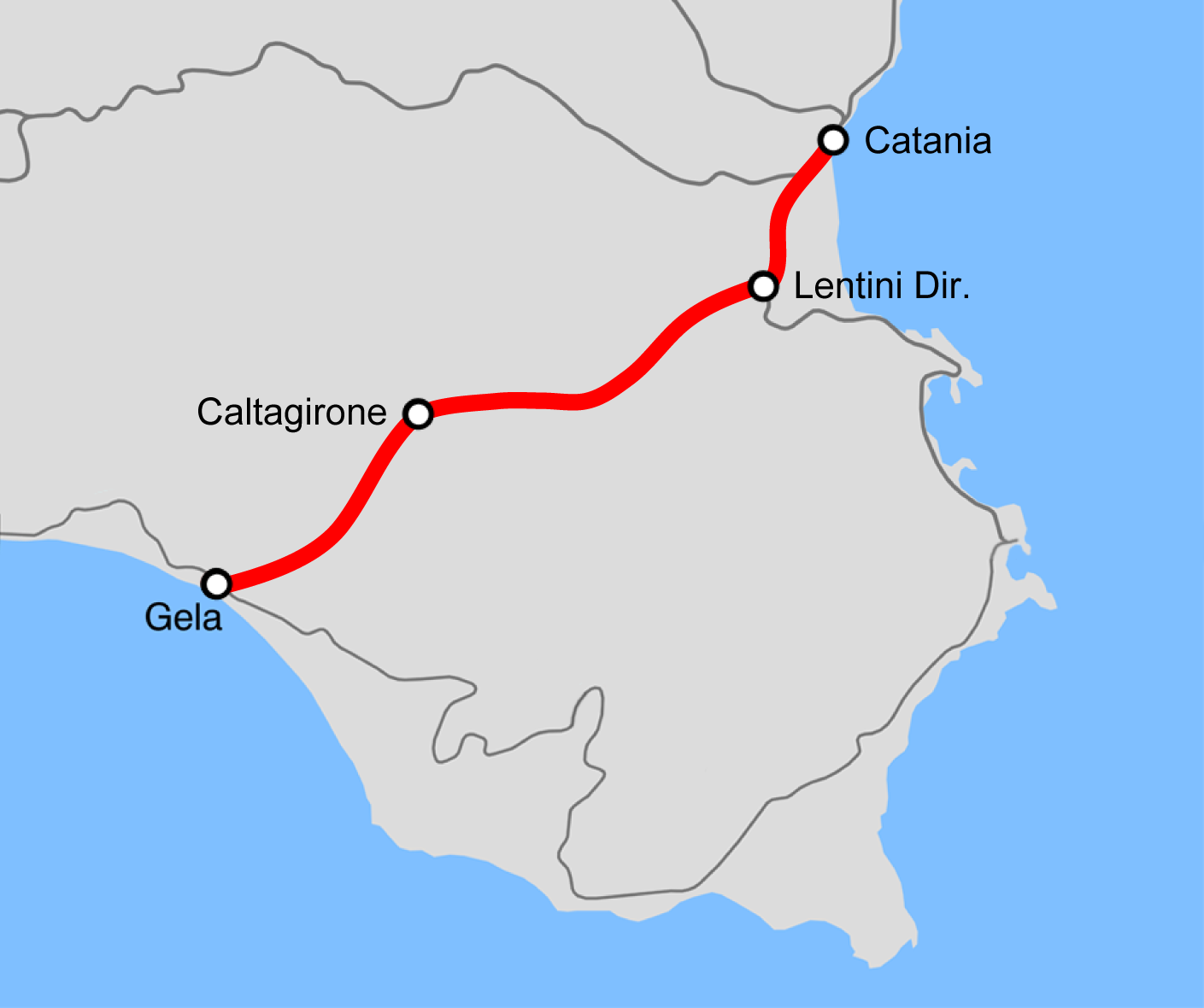
Ferrovia Catania-Caltagirone-Gela

- Stazione di Lentini Diramazione (fino agli anni settanta Valsavoia) vari binari, rifornitore d'acqua per locomotiva a vapore, piano caricatore, ponte a bilico e sagoma limite.
- Stazione di Scordia, vari binari e scalo merci con pesa carri; raccordo di collegamento con stabilimento agrumario (disattivato definitivamente), rifornitore d'acqua per locomotive a vapore.
- Stazione di Militello, fascio merci e piano caricatore.
- Stazione di Grammichele, fascio merci, piano caricatore, sagoma limite e pesa carri, rifornitore d'acqua.
- Stazione di Caltagirone (vecchia, in funzione fino al 1978); vari binari, Rimessa locomotive, sede Dirigenza unica, dormitorio personale, rifornitore d'acqua, Piattaforma girevole, binari a scartamento ridotto per linea Piazza Armerina.
- Stazione di Caltagirone (nuova) vari binari, rimessa locomotive, dormitorio personale, fascio merci.
- Stazione di Niscemi, vari binari e fascio merci.
- Stazione di Gela, ampio piazzale merci e cinque binari per servizio viaggiatori; terminal container.[30]

## Materiale rotabile

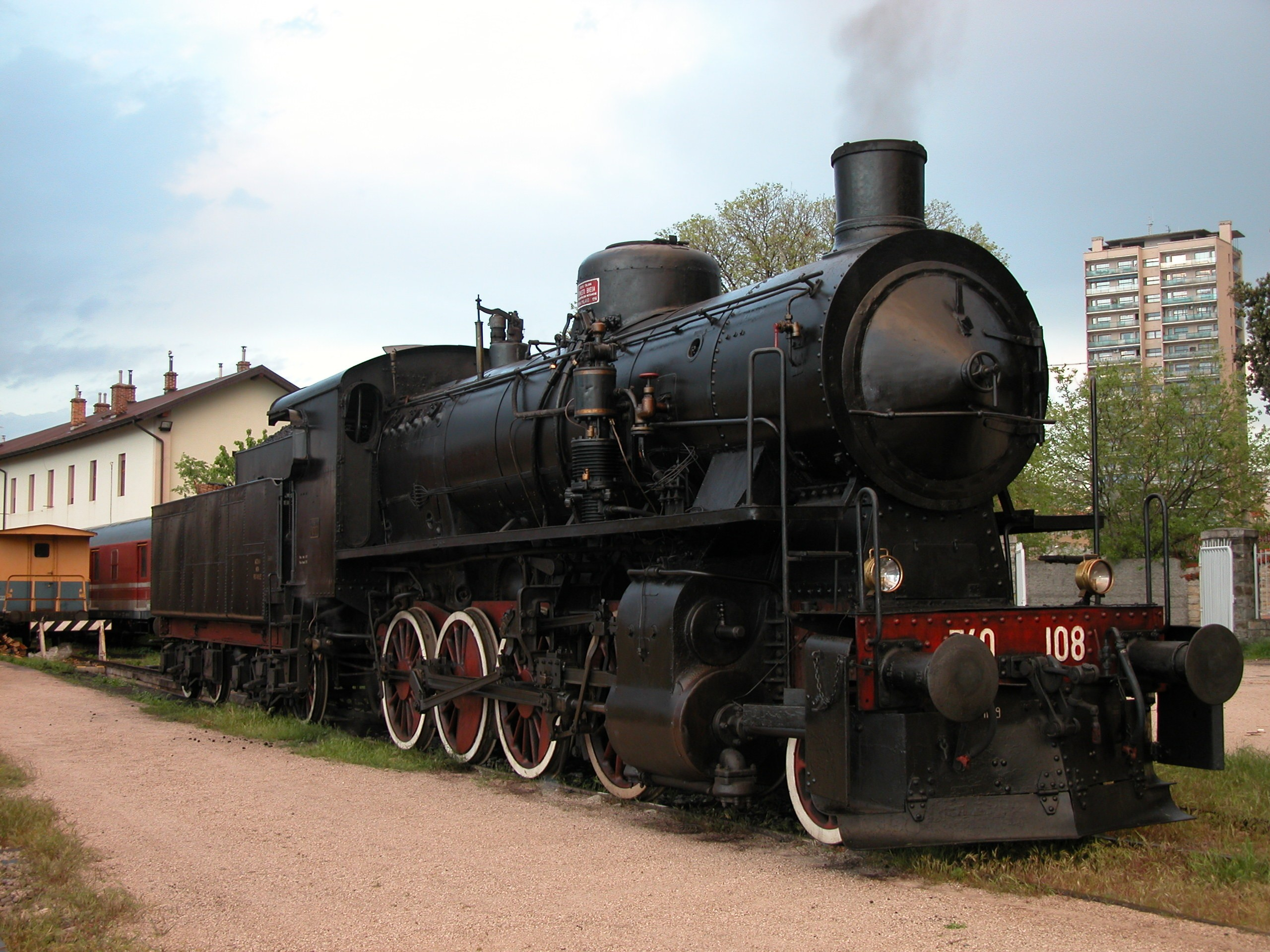
Una locomotiva del gruppo 740 utilizzata per treni viaggiatori e merci fino agli anni sessanta

La linea è stata aperta all'esercizio con l'uso della trazione a vapore. Sono state utilizzate, nel tempo, varie locomotive tra cui:
- Locomotive a vapore gruppo 910
- Locomotiva Gruppo 480
- Locomotiva Gruppo 740
- Locomotiva Gruppo 741

A partire dalla seconda metà degli anni trenta i servizi viaggiatori sono stati migliorati con l'introduzione di automotrici:
- Automotrice ALn 56 Fiat
- Automotrice ALn 556 Fiat

Dall'inizio degli anni settanta il servizio merci ha avuto un maggiore impulso con la sostituzione delle locomotive a vapore con le nuove locomotive diesel-elettriche:
- Locomotiva FS D.343
- Locomotiva FS D.443

E la sostituzione delle automotrici ormai obsolete con le:
- Automotrici ALn 668 serie 1500 e 1600. In seguito e saltuariamente sono apparse anche le serie 1000 e 3000

Negli ultimi anni, è sempre meno rara la presenza sulla tratta della:
- Automotrice ALn 501 "Minuetto"